# Sinitta
Sinitta, właśc. Sinitta Renay Malone (ur. 19 października 1963 w Seattle w stanie Waszyngton) – amerykańska piosenkarka muzyki disco i pop, a także R&B i house, która większość swojego zawodowego życia spędziła w Wielkiej Brytanii. Szczyt jej popularności przypada na drugą połowę lat 80., kiedy to wylansowała piosenki wyprodukowane przez Stocka, Aitkena i Watermana takie jak „Toy Boy”, „So Mucho”, „Cross My Broken Heart”, „Right Back Where We Started From”, „G.T.O.” i „I Don’t Believe In Miracles”.

## Życiorys

### Wczesne lata
Przyszła na świat w Seattle w stanie Waszyngton w rodzinie piosenkarki Miquel Brown (właściwie Michael Brown) i Anthony’ego Blacketta jako jedna z bliźniaczek – ma siostrę Gretę. W 1973 jej rodzice rozwiedli się.
Jej matka była popularną w latach 70. i 80. kanadyjską aktorką i grała m.in. w filmach: Superman, Salomon i królowa Saby z Halle Berry, Francuski pocałunek, Dowcip i Jak stracić przyjaciół i zrazić do siebie ludzi) i wokalistką disco/soul. Sinitta uczęszczała do szkoły z internatem w Wielkiej Brytanii.

### Początki kariery
Swoją karierę w show biznesie rozpoczęła występując w musicalu Czarnoksiężnik (The Wiz, 1980) i jako Frankie w filmie Jima Sharmana Shock Treatment (Terapia szokowa, 1981). Występowała na West End w spektaklach: Koty, Krwiożercza roślina , Smokey Joe’s Cafe, Lakier do włosów, Masquerade i Mutiny!. 24 grudnia 1982 Sinitta pojawiła się w programie telewizyjnym Channel 4 Shock (Rura) jako tancerka z grupą Imagination. W 1985 była kapitanem jednej z drużyn w programie dla dzieci ITV The Wall Game.

### Kariera muzyczna
Sinitta początkowo nagrywała muzykę taneczną w 1983, wydając swój pierwszy singiel „Break Me Into Little Pieces” z Hot Gossip. W tym samym roku pojawiła się także w wideoklipie piosenki „Rock the Boat” śpiewanym przez Forresta. Przełomem były jej piosenki disco-pop wyprodukowane przez studio Stocka, Aitkena i Watermana – „Cruising” (1984) i „So Macho” (1985), które trzy miesiące później w marcu 1986 wspięły się na pozycję drugą. Sinitta znalazła się w czasopismach brytyjskich dla nastolatek. Trzy kolejne Top 10 singli to „Toy Boy” (numer 4, lipiec 1987), „Cross My Broken Heart” (numer 6, marzec 1988) i „Right Back Where We Started From” (numer 4, czerwiec 1989). Cover hitu „Love and Affection” Roberta Knighta z 1973 osiągnął numer 20 w październiku 1989.
W 1992 podpisała kontrakt z Arista Records label. Jednak w lipcu 1992 utwór „Shame Shame Shame” utknął na 28. miejscu. Na początku 1993 wydała singiel „The Supreme EP”, który wyróżniał się kolekcją coverów. W 1998 powróciła na estradę z albumem Naughty Naughty. Skoncentrowała się potem na teatrze i pracy A&R.
W listopadzie 2021 powróciła na scenę Churchill Theatre w Bromley jako „Mama” Morton w musicalu Chicago. 3 grudnia 2021 Sinitta wydała świąteczny utwór „I Won’t Be Lonely This Christmas”.

## Życie prywatne
Była związana z angielskim piłkarzem pochodzenia nigeryjsko-gujańskiego Johnem Fashanu, brytyjskim piosenkarzem, kompozytorem i aktorem Davidem Essex (1984) i aktorem Bradem Pittem (1988-89).
W latach 1981–96 była w nieformalnym związku z angielskim łowcą talentów i producentem telewizyjnym Simonem Cowellem. Byli razem, z przerwami, przez 20 lat, spotykali się, kiedy Sinitta miała zaledwie 14 lat)  
W kwietniu 2002 wyszła za mąż za Andy’ego Willnera. W listopadzie 2005 ogłoszono, że Kerry West miała być zastępczą matką dla dziecka z mężem, lecz po ośmiu tygodniach poroniła. Sinitta wyznała, że aborcja miała ogromny wpływ na jej życie i była jednym z czynników, który uniemożliwił jej posiadanie dzieci. Adoptowali bliźniaki - Magdalenę i Zaca. Rozwiedli się w 2010.

## Dyskografia

### albumy
- 1987: Sinitta! (wyd. Fanfare)
- 1989: Wicked! (wyd. Fanfare)
- 1995: Naughty Naughty (wyd. Arista)
- 1998: The Best of Sinitta (wyd. Pegasus)
- 1999: The Very Best of...Sinitta/Toy Boy (wyd. Pegasus)
- 2009; The Hits+ Collection 86-09: Right Back Where We Started From (wyd. Cherry Pop/PMG Music/Sony Music)
- 2010: Greatest Hits + Bonus DVD (wyd. Cherry Pop/Sony Music)
- 2011: Sinitta! [Remastered x 2CD edycja specjalna] (wyd. Cherry Pop)
- 2011: Wicked! [Remastered x 2CD edycja specjalna] (wyd. Cherry Pop)

### single
- 1983: "Break Me Into Little Pieces" (z Hot Gossip)
- 1983: "Don't Beat Around the Bush" (z Hot Gossip)
- 1983: "I Could Be"
- 1983: "Never Too Late"
- 1984: "Cruising"
- 1985: "So Macho"
- 1986: "So Macho"/"Cruising"
- 1986: "Feels Like the First Time"
- 1987: "Toy Boy"
- 1987: "GTO"
- 1988: "Cross My Broken Heart"
- 1988: "A Place in the Sun" (Winjama; Various)
- 1988: "I Don’t Believe In Miracles"
- 1989: "Right Back Where We Started From"
- 1989: "Love On a Mountain Top"
- 1989: "Lay Me Down Easy"
- 1990: "Hitchin' a Ride"
- 1990: "Bridge Over Troubled Water" (z The Session)
- 1990: "Love and Affection"
- 1992: "Shame Shame Shame"
- 1993: "The Supreme EP"
- 1993: "Aquarius"
- 1997: "You Can Do Magic" (The Mojams z Debbie Currie)
- 2014: "So Many Men So Little Time"